# Oligactis
Oligactis é um género botânico pertencente à família Asteraceae.

## Espécies
- Oligactis boyacensis
- Oligactis coriacea
- Oligactis cuatrecasasii
- Oligactis cusalaguensis
- Oligactis ecuadoriensis
- Oligactis garcia-barrigae
- Oligactis granatensis
- Oligactis latifolia
- Oligactis mikanioides
- Oligactis nubigena
- Oligactis ochracea
- Oligactis pastoensis
- Oligactis pichinchensis
- Oligactis sessiliflora
- Oligactis volubilis